# Simulium paraloutetense
Simulium paraloutetense är en tvåvingeart som beskrevs av Crosskey 1988. Simulium paraloutetense ingår i släktet Simulium och familjen knott. Inga underarter finns listade i Catalogue of Life.